# Аматерско позориште „Жанка Стокић”
Аматерско позориште „Жанка Стокић” основано је 1999. године, у склопу Културног центра у Великом Градишту, са циљем да окупи што више младих и креативних људи који ће активно учествовати у неговању позоришне уметности. Од оснивања до данас, преко „позоришних дасака” тумачећи различите улоге, прошао је велики број чланова. Данас позориште броји двадесет млађих и старијих активних глумаца.

## Премијере
За време постојања АП „Жанка Стокић“, остварено је преко двадесет премијера:
- „Бој на Kосову”(1999),
- „Урнебесна трагедија” (1999),
- „Срце од воска” (2000),
- „Ми чекамо бебу 1 (2000),
- „Ми чекамо бебу 2” (2001),
- „Чудо у Шаргану” (2002),
- „Драга Јелена Сергејевна” (2002),
- „Kокошка” (2003),
- „Ожалошћена породица” (2003),
- „Госпођа министарка” (2005),
- „Боинг – боинг” (2006),
- „Дует за лаж” (2007),
- „Да ли је то била шева” - две глумачке поставе(2008- две премијере),
- „Сумњиво лице (2010),
- „ДР” (2013),
- „Мала” (2014),
- „Нушић наш насушни” (2016),
- „Професионалац” (2017),
- „Поштени провалник” (2019)

Представе које су на тренутно на репертоару аматерског позоришта:
- „Професионалац”,  режија:  Ненад Михајловић Гоја
- „Поштени провалник”, режија: Мирко Јенић Буги

## Омладинска сцена
Омладинска сцена основана је као један од сегмената позоришта. Покренута је са идејом да млади презентују публици своје таленте, а да уз то, квалитетно проводе своје слободно време.. Оно што је обележило омладински позоришни ток су представе:
- „Kак'и смо били средњошколци“ (2007),
- „Брак” (2010),
- „Боинг боинг 2” (2011).

## Дечије позориште
Дечије позориште основано је 2006. Године са циљем да окупи клинце и клинцезе који ће, на квалитетан начин, проводити слободно време, развијати таленте и учити се тимском раду. Kроз чудесан свет дечијег позоришта, где је све дозвољено, прошао је велики број деце. Неки од њих данас су активни чланови Аматерског позоришта „Жанка Стокић“, што представља изузетан успех. Позориште тренутно броји 45 активних чланова подељених у две старосне групе. Са њима ради Богдан Милић, дугогодишњи глумац АП „Жанка Стокић“.
Од оснивања до данас остварено је седам премијерних извођења:
- „То вам је Гула” (2006),
- „Пипи у земљи чуда” (2007),
- „Црвенкапа и збуњени вук” (2008),
- „Сама у кући” (2009),
- „Чаробњак из Оза” (2010),
- „Васо Пикасо” (2011),
- „Желим да знам и тачка” (2012).

## Награде и признања
Оно чиме се позориште посебно поноси јесу бројна признања и награде које су одраз уметничких резултата. Захваљујући великом залагању и ентузијазму, глумци су лаурети значајног броја фестивала, што доприноси свеукупном успеху позоришта. У првој деценији постојања позориште је награђено Општинском наградом.